# Hermann Hagen (Geograph)
Hermann Georg Adolf Bessel Hagen (* 25. Januar 1889 in Heidelberg; † 9. April 1976 in West-Berlin) war ein deutscher Geograph, von 1930 bis 1957 erster Bibliotheksdirektor und von 1946 bis 1957 Direktor des Ibero-Amerikanischen Instituts in Berlin.

## Leben
Hagens Vater war Professor für Chirurgie, Direktor des städtischen Krankenhauses Charlottenburg-Westend Fritz Karl Bessel-Hagen (1856–1945), sein Großvater Adolf Hermann Wilhelm Hagen (1820–1894), Stadtkämmerer, Stadtrat in Berlin, Reichs- und Landtagsabgeordneter, sein Urgroßvater der Königsberger Nationalökonom und Staatswissenschaftler Carl Heinrich Hagen, (1785–1856); mütterlicherseits stammte er von dem Astronom Friedrich Wilhelm Bessel ab. Sein Bruder war der Mathematiker Erich Bessel-Hagen.
Von 1907 bis 1914 studierte Hagen Geographie und Naturwissenschaften an den Universitäten Göttingen, Jena, Kiel, Berlin und München. Im Jahre 1914 wurde er an der Christian-Albrechts-Universität zu Kiel promoviert. Von 1916 bis 1918 war Hagen in der kartographischen Abteilung des stellvertretenden Generalstabs in Berlin tätig. 1919 habilitierte er sich als Privatdozent an der Philipps-Universität Marburg und übte dort seine Lehrtätigkeit bis 1928 aus.
Hermann B. Hagen war einer der bedeutenden Sammler der Völkerkundlichen Sammlung der Phillips-Universität Marburg.
Bereits ab 1925 entstand durch Hagen im Marburger Geographischen Institut eine Mexico-Bücherei mit Broschüren, Zeitschriften sowie Landkarten und Bildmaterial. Hagen hatte schon 1924 den späteren Präsidenten Plutarco Elías Calles überzeugt, durch Spenden, die Mexico-Forschung zu fördern. 1925 schickte dieser dann größere Bücherspenden nach Marburg. Von 1926 bis 1927 unternahm Hagen im Auftrage des preußischen Ministerium für Wissenschaft, Kunst und Volksbildung dann eine Reise nach Mexiko zum Zwecke der Zusammenstellung der Bibliothek und für geographische Studien. Mit Unterstützung des Präsidenten Plutarco Elías Calles sowie der Zusammenarbeit mit mexikanischen Ministerien wurde Hagen der Ankauf von weiteren großen Buchbeständen ermöglicht, die er insgesamt aus Marburg als einen der größten Gründungsbestände in das Ibero-Amerikanische Institut (IAI) einbrachte.
Hagens Aktivitäten müssen dabei aber auch in einem größeren Zusammenhang der damaligen deutsch-mexikanischen Beziehungen gesehen werden, die schon seit einigen Jahrzehnten zwischen den beiden Ländern verfolgt worden. Mit dieser zuerst in Hagens Besitz gekommenen sogenannten „Mexico-Bücherei“ kam es letztendlich zu einem symbolträchtigen Höhepunkt der Zusammenarbeit zwischen diesen beiden Staaten bezüglich Kultur.
Hagen brachte zusätzlich eine größere Menge von – z. T. erstmals farbigen – Fotografien bzw. Landkarten aus der Region mit in die Heimat.
Hermann B. Hagen wurde 1930 erster Bibliotheksdirektor des IAI, hatte diese Position bis 1957 inne. Das Institut stand nach 1945 insbesondere als Folge der Aktivitäten des damaligen Direktors Wilhelm Faupel während der NS-Zeit vor der Auflösung. Nach dem Zweiten Weltkrieg übernahm Berlin das Institut und konnte diese Einrichtung damit doch noch retten. Hagen leitete als erster Direktor nach Kriegsende das Institut von 1946 bis 1957.
Das Ibero-Amerikanische Institut Preußischer Kulturbesitz in Berlin besitzt auch den Nachlass Hagens. Seine mittlerweile verwaiste Grabstätte befindet sich auf dem Parkfriedhof Lichterfelde.

## Werk
- Geographische Studien über die floristischen Beziehungen des mediterranen und orientalischen Gebietes zu Afrika, Asien und Amerika. Erlangen 1914, DNB 57001316X.
- Hermann B. Hagen, Bruno Dietrich, Franz Termer, Ernst Sorge: Nord- und Mittelamerika – Die Arktis in Natur, Kultur und Wirtschaft. Potsdam 1933, OCLC 256347164.